# Olivier Bascou
Pour les articles homonymes, voir Bascou.
Olivier Eugène Jules Gustave Bascou, né le 9 février 1865 à Bouzon-Gellenave (Gers) et mort le 2 octobre 1940 à Pau (Pyrénées-Atlantiques), est un homme politique français.

## Biographie
Conseiller de préfecture en Lozère en 1892, il se met en disponibilité pour devenir avocat. Il est député du Gers de 1893 à 1898, siégeant comme républicain. Battu en 1898, il devient préfet des Basses-Alpes en 1901, puis de la Charente, du Maine-et-Loire, de Seine-et-Marne et de Gironde, en 1914. Il redevient député du Gers de 1928 à 1932, siégeant au groupe de la Gauche radicale.

## Sources
- « Olivier Bascou », dans le Dictionnaire des parlementaires français (1889-1940), sous la direction de Jean Jolly, PUF, 1960 [détail de l’édition]